# (303775) 2005 QU182
(303775) 2005 QU182 is een transneptunisch object met een absolute magnitude van circa 3,7. Het is een mogelijke dwergplaneet. 
Hij kwam bij het perihelium in 1971. Het object heeft een afstand van de zon tussen 37 (perihelium) en 188 (aphelium) AE. 